# Insight Investment
Insight Investment, auch kurz Insight genannt, ist eine britische Vermögensverwaltungsgesellschaft. Sie zählt zu den größten globalen Vermögensverwaltungsgesellschaften und verwaltete zum 30. Juni 2025 ein Vermögen von 622,7 Milliarden Pfund Sterling, das sich aus dem Wert der für Kunden verwalteten Wertpapiere und sonstigen wirtschaftlichen Engagements zusammensetzt. Das Portfolio umfasst Anlagestrategien wie festverzinsliche Wertpapiere, Schuldpapiere, Barmittel, Absolute Return und Multi-Asset-Anlagen. Insight ist eine Tochtergesellschaft des multinationalen Finanzdienstleisters BNY Investments.

## Geschichte
Die britische Bankengruppe HBOS gründete Insight Investment im Jahr 2002 durch die Fusion ihrer Vermögensverwaltungssparten, zu denen auch Clerical Medical Investment Management gehörte. Im Jahr 2003 übernahm Insight Investment die auf festverzinsliche Anlagen spezialisierte Rothschild Asset Management. 2009 erwarb BNY Insight von der Lloyds Banking Group, die HBOS Anfang des Jahres offiziell übernommen hatte. Im Jahr 2013 fusionierte Insight mit Pareto Investment Management, einem Währungsrisikomanager. Anfang 2015 übernahm BNY den US-amerikanischen Spezialisten für festverzinsliche Anlagen und Lösungen Cutwater Asset Management. Im Jahr 2021 wurden verschiedene festverzinsliche Kapazitäten von Mellon Investments an Insight übertragen. Insight hat seinen Hauptsitz in London und Niederlassungen in Manchester, New York, Boston, San Francisco, Frankfurt, Sydney und Tokio.
Insight Investment war einer der Gründungsmitglieder der von den Vereinten Nationen unterstützten Principles for Responsible Investment (PRI). Insight ist Unterzeichner des UK Stewardship Code, der vom Financial Reporting Council verwaltet wird. Insight ist außerdem Unterzeichner des UN Global Compact.